# Đakrông (huyện)
Đakrông hay Đa Krông là một huyện miền núi biên giới cũ nằm ở phía tây nam tỉnh Quảng Trị, Việt Nam.

## Địa lý
Huyện Đakrông nằm ở phía tây nam tỉnh Quảng Trị, có vị trí địa lý:
- Phía đông giáp thị xã Quảng Trị và các huyện Cam Lộ, Triệu Phong, Hải Lăng
- Phía đông nam giáp thị xã Phong Điền và huyện A Lưới, thành phố Huế
- Phía tây giáp huyện Hướng Hóa
- Phía nam giáp nước Cộng hòa Dân chủ Nhân dân Lào
- Phía bắc giáp các huyện Cam Lộ và Gio Linh.

ĐaKrông có vị trí quan trọng không chỉ đối với tỉnh Quảng Trị mà còn với cả khu vực Bắc Trung Bộ: đây chính là cửa ngõ đi vào thị xã Đông Hà, vào Thừa Thiên Huế, là khu vực nối các huyện Cam Lộ Triệu Phong, Gio Linh, Hải Lăng với huyện Hướng Hóa của tỉnh Quảng Trị là khu vực biên giới tiếp giáp với nước Lào.

### Điều kiện tự nhiên
Về địa hình, Đakrông nằm hoàn toàn trên dãy Trường Sơn; cao về phía Đông – Đông Nam thấp về phía Tây - Tây Bắc. Cao nhất là đỉnh Kovalađút 1.251m, thấp nhất là khu vực bãi bồi Ba Lòng 25m. Đồi núi tập trung ở phía Đông Nam của huyện.
Về tài nguyên đất, do chịu ảnh hưởng của nhiều yếu tố tự nhiên khác nhau nên đất đai ở Đakrông rất đa dạng và phong phú bao gồm bảy loại chính đó là: đất màu tím trên đá sét, đất nâu vàng trên phù sa cổ, đất phù sa bồi, đất đỏ vàng trên đá phiến thạch sét, đất đỏ vàng trên đất mácmaxit và đất vàng nhạt trên đá cát. Nhóm đất có địa hình đồi chiếm hơn 95 diện tích phù hợp trồng các loại cây công nghiệp có giá trị cao như: cà phê, tiêu, cao su. Ngoài ra có đất phù sa sông phù hợp trồng cây nông nghiệp như bắp, đậu...
Về sông ngòi, sông Đakrông bắt nguồn từ dãy núi Trường Sơn ở phía Nam và đông Nam huyện Đakrông có chiều dài 85 km. Sông Quảng Trị chảy qua Đakrông là hợp lưu của hai con sông Đakrông và sông Rào Quán. Thượng lưu gọi là sông Đakrông, hạ lưu gọi là sông Ba Lòng Trong hệ thống sông Đakrông có nhiều con suối tương đối lớn đổ ra như Paây, Scam, Ra Ngao, Ta Sam Ba Le, Rơlay vv..... Ngoài ra còn có nhiều con suối đổ vào sông Ba Lòng như Khe Làng An, Khe Vẽ,... Sông Đakrông có độ dài ngắn và dốc nên tốc độ chảy cao về mùa mưa lũ thường xảy ra tình trạng lũ lụt lớn. Trên các dòng sông suối Đa Krông đã và đang xây dựng thủy điện nhỏ, công suất lắp máy 10 - 22 MW. Năm 2019 có 5 nhà máy thuộc Thủy điện Đa Krông với công suất lắp máy gần 80 MW.

## Lịch sử
Trong tiếng các dân tộc thuộc nhóm ngôn ngữ Môn-Khmer ở Tây Nguyên và trong tiếng Việt cổ (trước thế kỷ 16, xem Chữ Nôm) thì "đăk" có nghĩa là nước, sông, suối, còn "krông" có nghĩa là sông. Trong lịch sử vùng đất Đakrông từng thuộc các huyện Hướng Hóa, Gio Linh, Cam Lộ, Triệu Phong.
Ngày 17 tháng 12 năm 1996, huyện Đa Krông được thành lập trên cơ sở:
- Tách 10 xã: Mò Ó, Hướng Hiệp, Đa Krông, Tà Long, Húc Nghì, Tà Rụt, A Vao, A Ngo, A Bung, Ba Nang thuộc huyện Hướng Hóa
- Tách 3 xã: Ba Lòng, Hải Phúc, Triệu Nguyên thuộc huyện Triệu Phong.

Khi mới thành lập, huyện Đa Krông bao gồm 13 xã: Mò Ó, Hướng Hiệp, Đa Krông, Tà Long, Húc Nghì, Tà Rụt, A Vao, A Ngo, A Bung, Ba Nang, Ba Lòng, Hải Phúc và Triệu Nguyên.
Ngày 2 tháng 1 năm 2004, thành lập thị trấn Krông Klang, thị trấn huyện lỵ huyện Đa Krông trên cơ sở 384,70 ha diện tích tự nhiên và 1.616 nhân khẩu của xã Mò Ó, 1.436,30 ha diện tích tự nhiên và 1.010 nhân khẩu của xã Hướng Hiệp.
Ngày 1 tháng 1 năm 2020, sáp nhập xã Hải Phúc vào xã Ba Lòng.

## Hành chính
Huyện Đakrông có 13 đơn vị hành chính cấp xã trực thuộc, bao gồm thị trấn Krông Klang (huyện lỵ) và 12 xã: A Bung, A Ngo, A Vao, Ba Lòng, Ba Nang, Đakrông, Húc Nghì, Hướng Hiệp, Mò Ó, Tà Long, Tà Rụt, Triệu Nguyên.

## Xã hội
Dân cư ở đây chủ yếu là người Bru (Vân Kiều), Pa Cô cùng người Kinh định cư. Từ 1831 khi nhà Nguyễn thành lập tỉnh Quảng Trị thì Đakrông chính thức thuộc về tỉnh Quảng Trị. Từ đó đến 1976, Đa Krông thuộc tỉnh Bình Trị Thiên.
Đến ngày 18.5.1981, xã Đakrông được thành lập trên cơ sở sáp nhập các thôn Taliêng, Pa ra Từng, Chân Rò tách từ xã Tà Long và thôn Ba Ngao, Làng Cát, Vùng Kho. Các xã A Túc, A Xốc và Kỳ Nơi thuộc huyện Hướng Hóa nhập vào làm một và lấy tên là A Túc.
Cộng đồng cư dân sinh sống đầu tiên ở trên địa bàn huyện Đa Krông đó là cộng đồng người Pa Hy (Pa Kô). Họ sống theo dạng du canh du cư từ ngọn núi này sang ngọn núi khác. Những người mới đến định cư còn gọi là người Bru nghĩa là nhũng người sống ở trên cao.
Tính đến 2005, Dân số Đa Krông khoảng 34.160 người. Ngoài người Bru còn có người Pa Kô cư trú ở phía Tây Nam của huyện ở các xã A Túc, A Bung, Tà Rụt.
Ngôn ngữ của đồng bào Bru-Vân Kiều và Pa Cô thuộc ngữ hệ Môn – Khơme. Người Vân Kiều, Pa Cô sống thành các bản làng gọi là Vil hay Vel mỗi bản thường có 20-30 gia đình. Đứng đầu Vil hay Vel là Aryay vel có thể là người đứng đầu dòng họ hoặc được bầu lên nói chung đó là người có uy tín và trách nhiệm với cộng đồng được cộng đồng tin tưởng. Nhà ở của đồng bào Đakrông đều là nhà sàn lợp bằng lá tranh, mây, sàn lát bằng nứa hoặc gỗ. Giữa hai cộng đồng có nhiều điểm tương đồng về văn hóa như cà răng, căng tai, các mô típ trang trí, hay các câu chuyện dân gian. Sau khi người Kinh lên sinh sống cùng với cộng đồng ở đây dã trở thành một cộng đồng cư dân mới hết sức đoàn kết và gắn bó cùng nhau.